# Gerdály
Gerdály (románul: Gherdeal, németül: Gürteln) kísértetfalu Romániában, Szeben megye keleti határán. Közigazgatásilag Brulya községhez tartozik. Erdélyi szászok telepítették a középkorban. A 20. század végén a németek kivándoroltak, a román lakosok városra költöztek, így a település elnéptelenedett, az épületek elromosodtak.

## Elnevezése
Az eredeti német helynév valószínűleg Gertrudenthal („Gertrúd-völgy”) volt, talán a település alapítójára utalva. Ez az elnevezés később az öv jelentésű Gürteln (szászul Girteln) szóra ferdült. A régi Gertrudenthal név jobban fennmaradt a magyar Gerdály és a román Gherdeal nevekben.
Az 1332–1335-re vonatkozó pápai tizedjegyzék a latin Valle Gerrudis néven említi. 1337-ben és 1532-ben Gyrtlen, 1601-ben Gerdal, 1733-ban Gyergyal, 1760–1762-ben Gerdally, a 19. században Gerdály, Gürteln, Gürtlen, Gerdale, Girdale neveken említik.

## Fekvése
Gerdály az Olt völgyétől északra, a Fogarasi-havasok lábánál fekszik egy erdőkkel körülvett festői völgyben. A községközponttól, Brulyától légvonalban 3,5, úton 5 kilométerre délkeletre található, Nagyszeben megyeszékhelytől pedig 45 (úton 60) kilométerre keletre. Épített utak nem vezetnek hozzá.
Az évi középhőmérséklet 8–9 fok. Bár közel van a Fogarasi-havasokhoz, a környező magas dombok megvédik a hegyek felől érkező erős szelektől, hóviharoktól. A térségre a lombhullató erdők, a tölgyes és a bükkös terület találkozása jellemző. A növényzetet főként tölgy, gyertyán, bükk, éger alkotja, a fauna nagyobb képviselői pedig a szarvasok, vaddisznók, őzek, farkasok, rókák, nyulak.

## Története
A falu első okleveles említése az 1332–1335-re vonatkozó pápai adójegyzékben található, amely megemlít egy Jakobust plébánost Valle Gerrudisből. Ebben az időben a Kissink és Morgonda közötti plébánia a nagyszebeni prépostság területén fekvő helyek között szerepelt, ezért feltételezhető, hogy Gerdály a szászok első letelepedési hullámában, a 12. században, de legkésőbb a 13. században alakult. (A szomszédos Brulya és Mártonhegy 1307-ben szerepelnek először oklevelekben). Egy 1440-ből származó dokumentum említést tesz két gerdályi testvérről (Peter és Michael), akiknek több faluban volt tulajdonuk, ez pedig arra utal, hogy a helyi geréb leszármazottai voltak.
A település első évszázadairól nagyon keveset tudni. A marhabélyeg kardot ábrázol, így feltehető, hogy Gerdály is megszenvedte a betöréseket és háborúkat. A Friedrich Wilhelm Schuster által gyűjtött helyi legendák dúló tatárokról, törökökről és kurucokról is szólnak, egy népdal pedig egy sáskajárásról emlékezik meg. Az első, 1488-ból fennmaradt népszámlálásban Gerdály hiányzik a nagysinkszéki falvak listájából, így feltételezhető, hogy a háborúk következtében átmenetileg lakatlan volt, vagy pedig mentesült az adófizetés alól. 1520-ban templomerőd építésére, 1526-ban pedig tűzvész utáni helyreállításra kaptak pénzt, illetve adókedvezményt Nagyszebentől. Az 1532-es összeírásban 14 háztartást jegyeznek, így Gerdály volt Nagysinkszék második legkisebb települése Nádpatak után.
Gerdály és Brulya között hosszas határviták voltak, melyek 1587-től 1815-ig tartottak. A falut 1876-ban ismét tűzvész pusztította.
Középkori evangélikus templomát omlásveszély miatt 1850-ben lebontották, majd 1851–1858 között felépítették a ma is álló csarnoktemplomot. Ortodox kőtemploma 1800 körül épült.
Gerdály a középkortól kisebb megszakításokkal 1876-ig Nagysinkszékhez tartozott, ekkor Nagy-Küküllő vármegye Nagysinki járásának része lett. Miután Erdély Romániához került, Gerdály Nagy-Küküllő megye, Fogaras megye, Sztálin régió, majd Brassó régió része volt. Az 1968-as közigazgatási reform után Szeben megye része lett Brulya község falvaként. Az 1980-as évekig több százan lakták, pezsgő élet jellemezte, óvoda és két iskola működött. A szászok azonban az 1989-es rendszerváltás után kivándoroltak, a románok pedig városra költöztek, így a település elnéptelenedett, az épületek elromosodtak. A 2020-as években több házat bukarestiek vásároltak meg, hogy hétvégi házakként felújítsák.

## Leírása
A néhány utcás falu közepén egy kis tér található, melynek keleti oldalát az erődtemplom foglalja el.

### Népesség
1850-ben 444 lakosa volt, ebből 315 német, 87 román, 42 cigány nemzetiségű; 315 evangélikus, 89 ortodox és 40 görögkatolikus vallású. A 19. század utolsó harmada és a 20. század közepe között a lakosság száma 350 körül stagnált, akiknek kétharmada német, egyharmada román volt. A 20. század második felében mind a németek, mind a románok száma erősen hanyatlott. 1992-ben a falunak már csak 59 lakosa volt, 2011-ben pedig 14 (8 román, 4 német).

### Gazdaság
Gazdaságra a mezőgazdaságra (növénytermesztés, állattenyésztés) összpontosult. Brulyával, Mártonheggyel és Kisprázsmárral együtt alkotja az úgynevezett Kampestwänkelnek (káposztasarok) nevezett területet, ahol a növények jól fejlődnek.

### Oktatás és kultúra
A gerdályi Martinus Graffius 1597-ben diákként szerepelt a brassói Honterus-gimnázium anyakönyvében. 1598-ban beiratkozott Frankfurt (Oder) egyetemére, ahol Martinus Graffius Gertrudensis Transylvanus néven jelent meg. Hazatérése után Graffius prédikátor lett Nagysinkben, 1605-ben pedig lelkész Brulyában, ahol 1616 körül halt meg.
Szász iskolaépületét a 19. század közepén, a templommal együtt emelték. Ezt később felváltotta az 1912-ben Friedrich Balthes tervei alapján épült új iskolaépület.

### Látnivalók
- A szász evangélikus erődtemplom a falu központjában, magaslaton áll. A jelenlegi épületet 1851–1858 között építették a korábbi, romos állapota miatt lebontott gótikus templom helyén. Berendezésének egyes elemei a 18. századból származnak. A templomot téglalap alaprajzú, eredetileg négy saroktoronnyal ellátott várfal veszi körbe. A 21. század elejére az épületegyüttes elromosodott, az egyik védőtorony összedőlt. Mellette találhtó a szász iskola épülete, amely szintén enyészőfélben van.[5]
- Az ortodox Szent Miklós-templom 1800 körül épült, festése a 19. század végén készült el. A 21. század elejére szintén romos állapotba került.[6]

## Képek

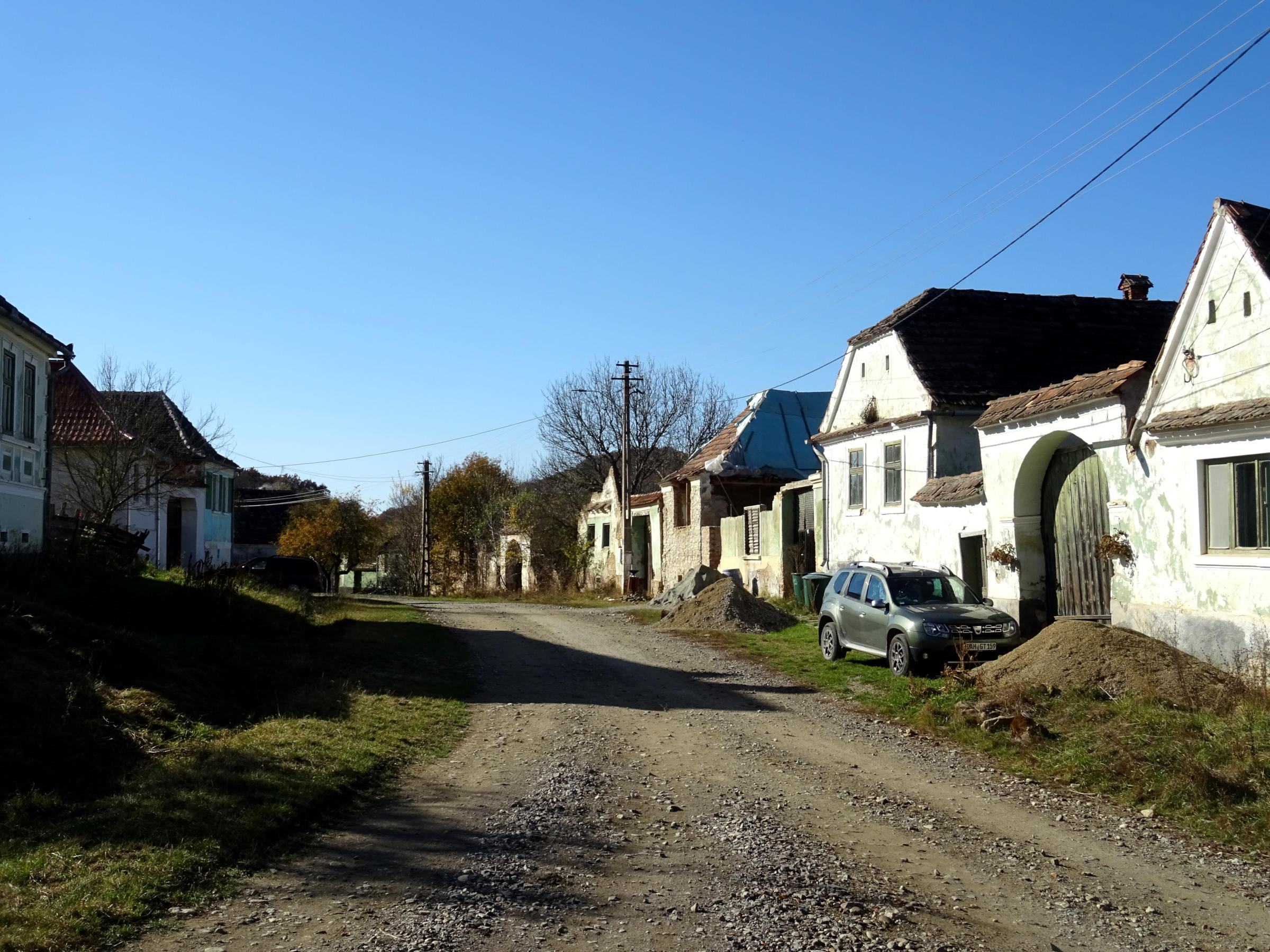
A főutca
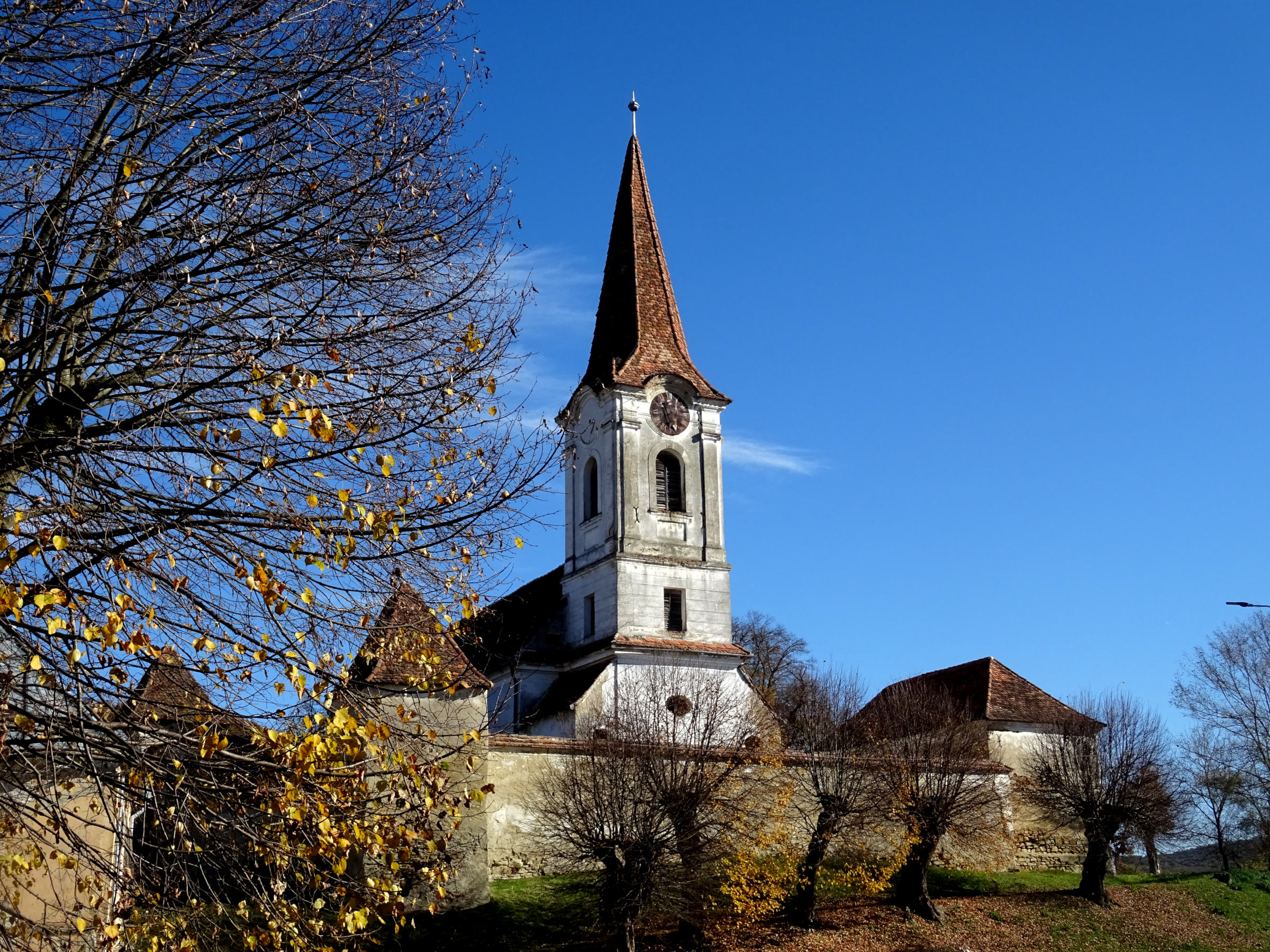
A szász erődtemplom
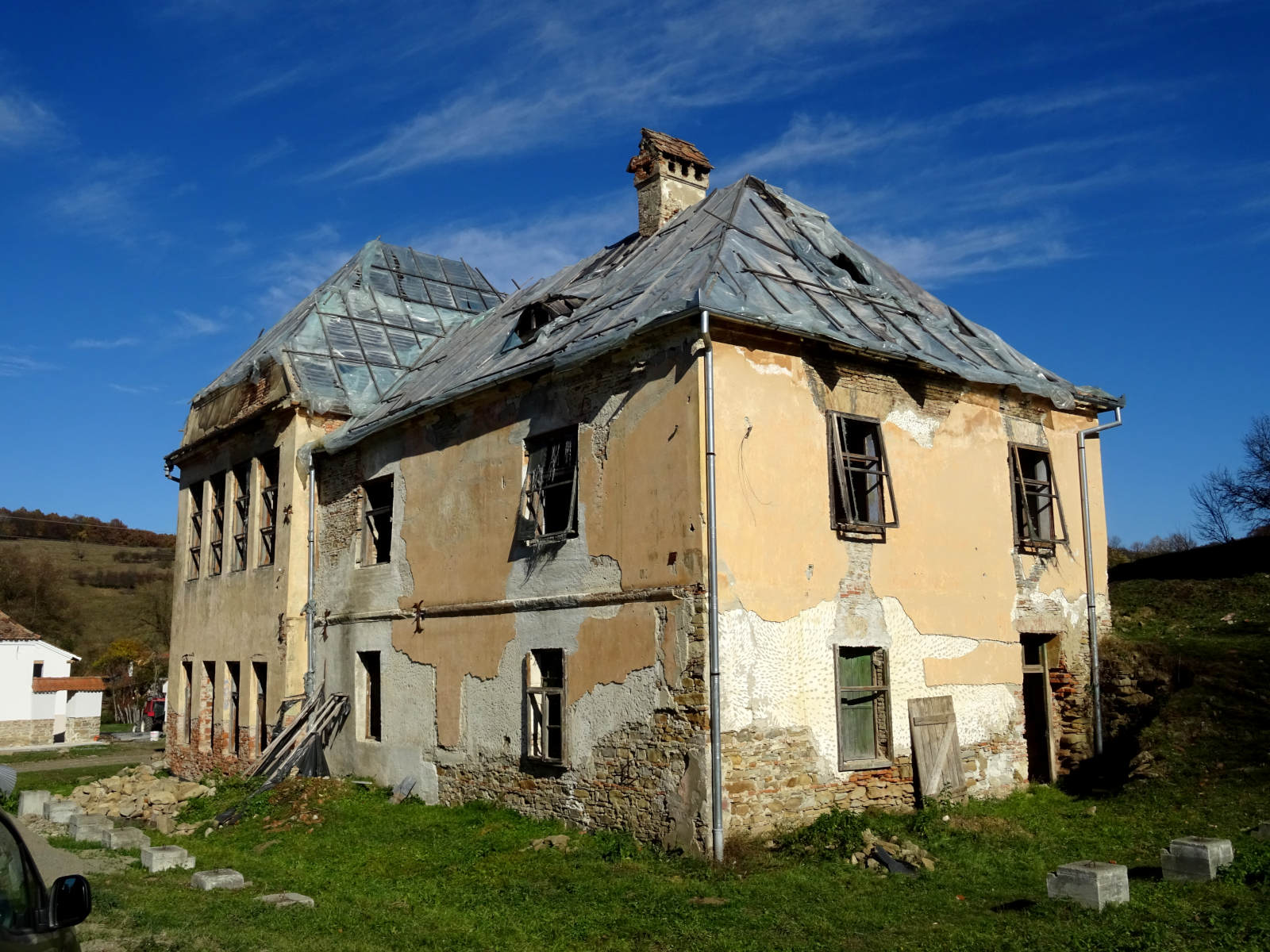
Az egykori szász iskola
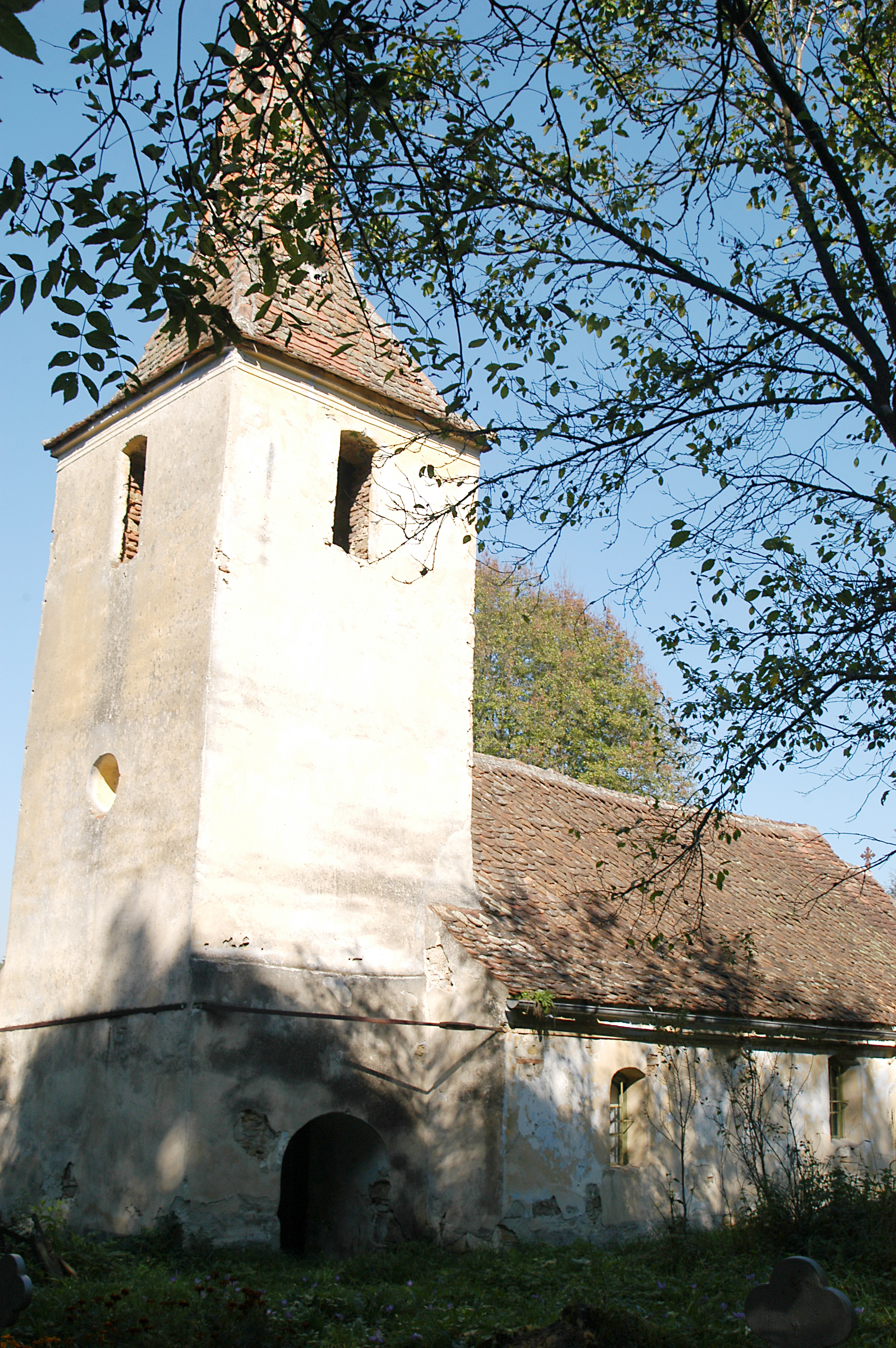
Az ortodox templom